# Дејвид Суше
Сер Дејвид Кортни Суше (енгл. David Courtney Suchet; Лондон, 2. мај 1946) енглески је глумац. Публици је познат по тумачењу лику Херкула Поароа из истоимене ТВ серије.

## Биографија
Он је други од тројице синова у породици; најстарији Џон је новинар на телевизији, а најмлађи Питер је лекар. Дејвидов отац био је успешан гинеколог и очекивало се да ће и Дејвид кренути његовим стопама, што је овај и учинио, али је онда пао физику. Дејвидова мајка је угледна енглеска позоришна глумица.
Дејвид Суше је један од најзапаженијих британских глумаца. Прославио се улогом легендарног детектива Херкула Поароа Агате Кристи у истоименој телевизијској серији. Суше је читао белгијску историју да би довољно добро разумео земљу из које потиче Поаро. Уз то, он је сам сковао тај специфичан француско-белгијски нагласак који Поаро поседује. Он није ни прави белгијски (јер Поароа онда никада не би мешали са рођеним Французом) нити чисто француски, већ њему специфична мешавина. Он је први глумац који је Поароу дао три димензије пошто је заиста дубоко зашао у његову психологију, необичне навике и правила опхођења према људима. Ниједном глумцу до тада то није пошло за руком. Такође се прославио и по улози у награђиваном филму „Sunday“ независне продукције, те по популарним дугометражним филмовима као што су „Савршено убиство“ поред Мајкла Дагласа и Гвинет Палтроу и „Коначна одлука“. Мало је познато да је Суше 1985. године у филму „Тринаесторо за вечером“ („Thirteen at Dinner“), такође снимљеном по роману Агате Кристи, играо лик инспектора Џапа.
Суше се 1973. године придружио „Royal Shakespeare Company“, где је имао запажене улоге Ахила у „Троилу и Кресиди“, Калибана у „Олуји“, Меркуција и Тибалта у „Ромеу и Јулији“, Орланда у „Како вам драго“, Јага у „Отелу“, као и Шајлока у „Млетачком трговцу“. Поред бројних наступа на радију „BBC“, Суше је глумио и у телевизијским филмовима и имао главне улоге у чак четири велике телевизијске серије укључујући улогу Фројда у „The life of Freud“, Блота у „Blott on the Landscape“, Џона Берна у „The NCS“ (National Crime Squad) и, наравно, Херкула Поароа у „Поароу“ Агате Кристи.
Снимао је дугометражне филмове широм света, укључујући „Foolproof“, „Live From Baghdad“, „Wing Commander“, „Dearly Voyage“, , , , , , , , „Falcon and the Snowman“, „The Last Innocent Man“, „Red Monarch“, „A World Apart“.
Године 1999. Суше је номинован за награду „Лоренс Оливије“ за улогу Салијерија остварену у представи „Amadeus“. За исту награду номинован је и две године раније - 1997, за улогу у представи „Ко се боји Вирџиније Вулф?“ („Who's Afraid of Virginia Woolf?“). За свој допринос драми Суше је поводом рођенданске прославе краљице Елизабете II 2002. године добио орден ОБЕ (Order Of The British Empire), потом је у јануару 2022. добио титулу витеза.

## Лични живот
Суше свира кларинет и веома је религиозан протестант. Воли да чита историјске романе и биографије. То му је сигурно јако добродошло и у послу, јер је глумио многе историјске ликове као што су: Едвард Телер, Зигмунд Фројд, Наполеон, Салијери.
Од 1976. године ожењен је Шилом Ферис, и са њом има двоје деце.

## Филмографија
| Улоге Дејвида Сушеа |                   |               |                 |          |
| Година              | Српски назив      | Изворни назив | Улога           | Напомена |
| 2017.               | Амерички плаћеник |               | Томас Стансфилд |          |
| 2004.               | Хенри VIII        |               |                 |          |
| 2003.               | Сигуран план      |               |                 |          |
| 2003.               |                   |               |                 |          |
| 2000.               | Соломон           |               |                 |          |
| 1999.               |                   |               |                 |          |
| 1998.               | Савршено убиство  |               |                 |          |
| 1997.               |                   |               |                 |          |
| 1996.               |                   |               |                 |          |
| 1996.               | Нијеми свједок    |               |                 |          |
| 1996.               |                   |               |                 |          |
| 1996.               | Мојсије           |               |                 |          |
| 1995.               |                   |               |                 |          |
| 1995.               |                   |               |                 |          |
| 1995.               |                   |               |                 |          |
| 1989.               |                   |               |                 |          |
| 1988.               |                   |               |                 |          |
| 1988.               |                   |               |                 |          |
| 1987.               |                   |               |                 |          |
| 1987.               |                   |               |                 |          |
| 1987.               |                   |               |                 |          |
| 1986.               |                   |               |                 |          |
| 1985.               |                   |               |                 |          |
| 1985.               |                   |               |                 |          |
| 1985.               |                   |               |                 |          |
| 1985.               |                   |               |                 |          |
| 1984.               |                   |               |                 |          |
| 1983.               |                   |               |                 |          |
| 1982.               |                   |               |                 |          |
| 1982.               |                   |               |                 |          |
| 1982.               |                   |               |                 |          |

## Театрографија
| Год. | Наслов                          | Улога                             | Напомене |
| ---- | ------------------------------- | --------------------------------- | -------- |
| 1973 | Ромео и Јулија                  | Тибалт                            |          |
| 1973 | Ричар II                        | гласник                           |          |
| 1973 | As You Like It                  | Орландо                           |          |
| 1973 | Укроћена горопад                | Играч                             |          |
| 1973 | Toad of Toad Hall               | Кртица                            |          |
| 1974 | King John                       | Хјуберт                           |          |
| 1974 | Cymbeline                       | Писанио                           |          |
| 1974 | Краљ Лир                        | будала                            |          |
| 1974 | Summerfolk                      | Николај Замислов                  |          |
| 1974 | Comrades                        | Вилмер                            |          |
| 1975 | Love's Labour's Lost            | Фердинанд                         |          |
| 1978 | Бура                            | Калибан                           |          |
| 1978 | Укроћена горопад                | Грумио                            |          |
| 1978 | Love's Labour's Lost            | сер Натанијел                     |          |
| 1978 | Antony and Cleopatra            | Помпеј                            |          |
| 1978 | The Winter's Tale               | Роберт Сесил                      |          |
| 1979 | He That Plays the King          | Глочестер, Хенри V, Макбет, Осрик |          |
| 1979 | Once in a Lifetime              | Херман Глогојер                   |          |
| 1979 | Measure for Measure             | Ангело                            |          |
| 1980 | Richard II                      | Хенри Болингброк                  |          |
| 1980 | Richard III                     | Едвард IV                         |          |
| 1981 | The Merchant of Venice          | Шајлок                            |          |
| 1981 | Troilus and Cressida            | Ахил                              |          |
| 1981 | The Swan Down Gloves            | Мазда                             |          |
| 1982 | Every Good Boy Deserves Favour  | Иванов                            |          |
| 1985 | Oтело                           | Ијаго                             |          |
| 1987 | Separation                      | Џо Грин                           |          |
| 1993 | Oleanna                         | Џон                               |          |
| 1994 | What A Performance              | Сид Филд                          |          |
| 1996 | Who's Afraid of Virginia Woolf? | Џорџ                              |          |
| 1999 | Amadeus                         | Антонио Салијери                  |          |
| 2005 | Once in a Lifetime              | Херман Глогојер                   |          |
| 2007 | The Last Confession             | кардинал Ђовани Бенели            |          |
| 2009 | Complicit                       | Роџер Кауан                       |          |
| 2010 | All My Sons                     | Џо Келер                          |          |
| 2012 | Long Day's Journey into Night   | Џејмс Тајрон                      |          |
| 2014 | The Last Confession             | кардинал Ђовани Бенели            |          |
| 2015 | The Importance of Being Earnest | Леди Бракнел                      |          |
| 2018 | The Price                       | Грегори Соломон                   |          |
| 2019 | The Collection                  | Хари                              |          |
| 2019 | The Price                       | Грегори Соломон                   |          |
| 2022 | Mimma                           | Алфредо Фрасати                   |          |